# Jacques Levi Lassen

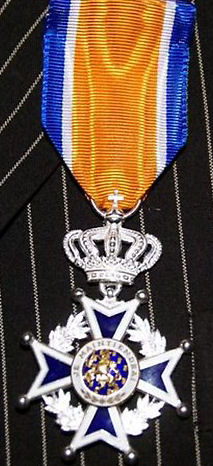
Ridder Oranje-Nassau

Jacques Levi Lassen (Bergen, 25 februari 1884 - Den Haag, 5 maart 1962) werd geboren als Duitser en overleed als Nederlander.

## Jacob Levi
Jacob Levi werd geboren als vierde kind van Moses Levi en Fanny Hahn (†1929). Zijn twee broers verlieten het ouderlijk huis op jonge leeftijd en emigreerden. In 1899 haalde Jacques in Frankfurt zijn eindexamen op de 'Realschule der Israelitischen Gemeinde'. Datzelfde jaar overleed zijn vader en moest Jacob voor het inkomen van het gezin gaan zorgen.
Hij ging werken voor Siegmund Strauss Jr., een groothandel in textiel. Levi kwam in 1904 in Nederland terecht toen er in Den Haag een Siegmund Strauss winkel werd geopend en hij daarvan de leiding kreeg. In 1911 begon hij voor zichzelf, met een bedrijf in de Zoutmanstraat. Hij begon ruwe zijde uit China te importeren, hetgeen een groot succes werd.

## Jacques Levi Lassen
Na de Eerste Wereldoorlog vroeg Levi de Nederlandse nationaliteit aan, die hem in 1920 werd verleend. In 1923 vroeg (en kreeg) hij toestemming zijn naam te veranderen en zich Lassen te noemen, zodat zijn officiële naam Jacques Levi Lassen werd. Hij kocht een huis aan de Stadhouderslaan waar ook zijn moeder en zuster Pauline kwamen wonen.
Naast het leidinggeven aan zijn winkel en handel, hield Lassen zich ook bezig met het investeren in onroerend goed. Zo liet hij in 1933 op de hoek van de Grote Markt en het Spui een groot gebouw neerzetten, waaronder een bomvrije schuilkelder werd aangelegd. Voor dit idee werd Lassen later benoemd tot Ridder in de Orde van Oranje-Nassau.
In april 1940 vluchtte hij met zijn zuster naar Parijs. Via Portugal reisden ze vervolgens naar New York, waar ze in oktober 1940 aankwamen en tot het einde van de oorlog bleven.
Na de oorlog kwam hij terug naar Den Haag. Tot aan zijn overlijden heeft hij zich beziggehouden met projecten ter opbouw van de verdwenen Joodse buurt.

## Stichting
In 1957 richtte hij de 'Stichting Levi Lassen' op, een organisatie ter ondersteuning van Joodse en algemene doelen. Lassen liet zijn gehele vermogen er aan na. De stichting bouwde de Markthof aan de Gedempte Gracht.
In het eerste bestuur van deze stichting nam onder anderen de heer Karel van Rijckevorsel plaats, later opgevolgd door assuradeur en kantonrechter Dorus Lippmann. Lassen overleed in 1962 en werd begraven op de joodse begraafplaats aan de Scheveningseweg.